# Marstonia agarhecta
Marstonia agarhecta är en snäckart som beskrevs av F. G. Thompson 1969. Marstonia agarhecta ingår i släktet Marstonia och familjen tusensnäckor. IUCN kategoriserar arten globalt som starkt hotad. Inga underarter finns listade i Catalogue of Life.